# نبرد عین جالوت
نبرد عین جالوت (به عربی: معركة عين جالوت)، نبردی بود که در ۳ سپتامبر ۱۲۶۰ میلادی برابر با ۶۵۸ هجری میان دودمان مسلمان مملوک بحری با مغول‌ها در فلسطین رخ داد.
این جنگ در جنوب خاوری الجلیل در منطقهٔ عین جالوت واقع در بین شهرهای بیسان و نابلس اتفاق افتاد و طی آن مملوک‌ها موفق شدند تمامی نیروی حدود ۱۰ هزار نفره مغول را کشته و پیروز قطعی این نبرد شوند.
نبرد عین جالوت نقطه پایانی تصرفات مغول‌ها بود و این نخستین باری بود که توسعه تصرفات سپاه مغول در نتیجه جنگ با قوای محلی برای همیشه در منطقه‌ای متوقف شده و پس رانده شد.

## آغاز نبرد

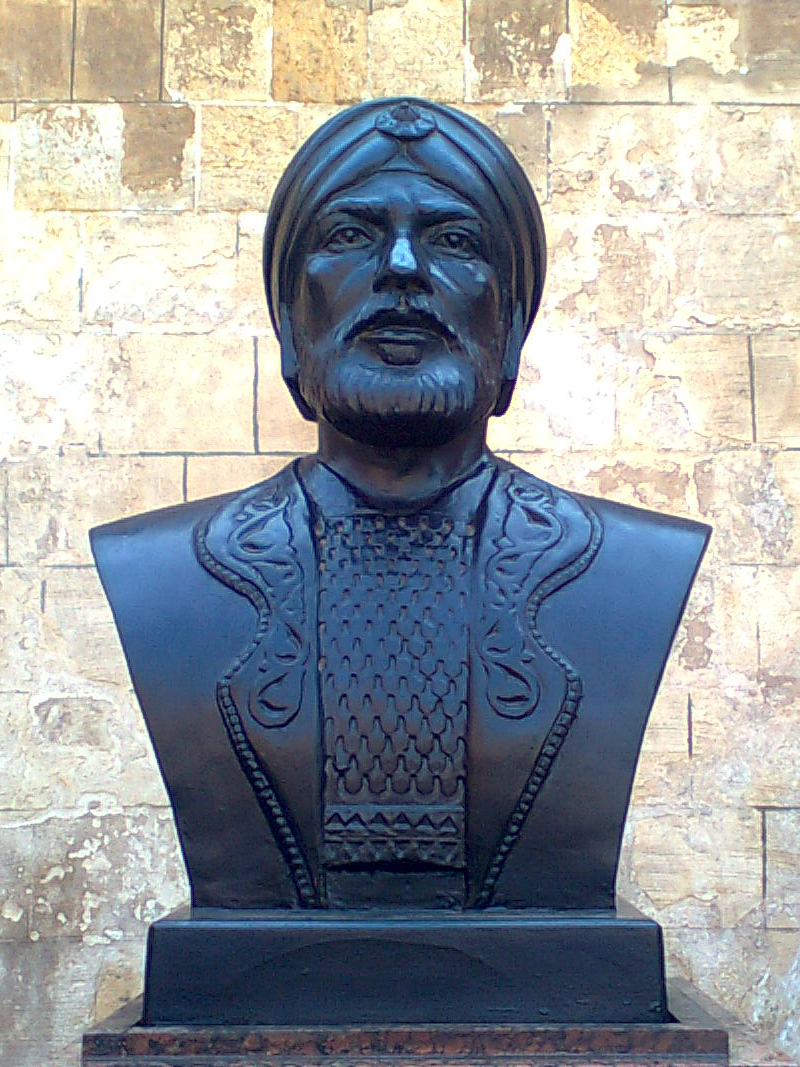
سیف الدین قطز

در صبح روز جمعه، ۲۶ رمضان سال ۶۵۸ مصادف با ۱۲۶۰ میلادی، دو لشکر در مکانی به نام عین جالوت با هم برخورد کردند و جنگ سختی میان آن‌ها درگرفت. پس از مدتی از شروع جنگ، لشکر مغول، ارتفاعات جبهه را تصرف کرده که این امر سبب شد تا ستون چپ لشکر مغول به راحتی بتواند بر قسمت راست سپاه مسلمانان یورش ببرد.
این یورش سبب شد تا سپاه مسلمانان از هم بپاشد و نزدیک بود تا آخرین امید مسلمانان در برابر مغول بر باد برود و با شکست سپاه قطز، جهان به ورطهٔ نابودی کشیده شود که ناگهان سیف‌الدین قطز از بالای اسب به پایین آمده و کلاه خود خود را بر زمین کوبید. با صدای بلند فریاد برآورد: وا اسلاماه وا اسلاماه
پس همهٔ کسانی که صدای فریاد او را شنیدند، اطراف او را فرا گرفتند و با تمام قدرت بر لشکر مغول هجوم برده و توان آن‌ها را برهم زدند و آن‌ها را به عقب راندند.
از خوش‌اقبالی مسلمانان در این هجوم، کتبغا فرماندهٔ لشکر مغول کشته شد و مغولان به سمت شمال عقب‌نشینی کردند. مغولان بار دیگر صفوف لشکر خود را منظم کردند اما سیف‌الدین قطز آن‌ها را دنبال کرده و پس از ساعت‌ها جنگ و درگیری بین دو طرف، بالاخره مسلمانان پیروزی خود را قطعی کردند و مغولان برای اولین بار در تاریخ خود، جام بزرگ‌ترین شکست خود را که منجر به شکست‌های بعدی آن‌ها شد، سر کشیدند.
در این هنگام سیف الدین قظز از بالای اسب، پایین آمده و برای تشکر از پروردگارش، پیشانی را بر خاک نهاده و سجدهٔ شکر به جا آورد.

## نتایج
در جنگ‌های پس از عین جالوت، سپاه ممالیک به فرماندهی سیف الدین قطز و بیبرس، به بیرون کردن سریع مغولان از شهرهای مختلف شام پرداختند و دمشق و حلب را از آن‌ها پس گرفتند و لشکریان مغول از شهرهای شام خارج شدند.
هرچند که جنگ عین جالوت، پایان کار مغول نبود اما شروعی شد برای شکست‌های بعدی آن‌ها که توسط ملک الظاهر بیبرس بعد از قطز ادامه یافت. اهمیت نبرد عین جالوت به فرماندهی سیف‌الدین قطز در این است که این جنگ، خط قرمز و پایان دهندهٔ هجوم‌ها و پیروزی‌های مغول علیه دولت‌های اسلامی بود که تر و خشک را با هم نابود کرده بود.
پیروزی در این جنگ، در ظاهر همانند بقیهٔ پیروزی‌ها و فتوحات در تاریخ متصور می‌شود که نصیب بسیاری از فرمانده‌هان شده‌است. اما ارزش و اهمیت فرماندهٔ غازی، سیف‌الدین قظز و پیروزی او در عین جالوت، از آنجا روشن می‌شود که او جهان اسلام را که بیش از دو سوم آن به آتش کشیده شده بود، از نابودی نجات داد و پس از کشته شدن میلیونها انسان توسط مغول، از کشته شدن بیشتر مردم جلوگیری کرد.
سیف‌الدین قطز، افسانهٔ شکست ناپذیری مغول را که سال‌ها به تاخت و تاز پرداخته بودند از بین برد. او استراتژی مغول را که تا آن زمان به روش هجومی بود به استراتژی دفاعی تبدیل کرد و به این طریق، شوکت و قدرت مغول را از بین برد.